# Магдалена Австрийска
Магдалена Австрийска (на немски: Magdalena von Österreich; * 14 август 1532, Инсбрук; † 10 септември 1590, Хал ин Тирол) от род Хабсбурги, е ерцхерцогиня на Австрия и първата княжеска абатеса в Хал ин Тирол.

## Живот
Тя е четвъртата дъщеря (от 15 деца) на император Фердинанд I (1503 – 1564) и съпругата му Анна Ягелонина (1503 – 1547), дъщеря на крал Владислав II от Бохемия и Унгария. Сестра е на император Максимилиан II (1527 – 1576).
След смъртта на нейния баща през 1564 г. Магдалена се заклева да не се омъжи и носи цял живот траурни дрехи. Тя започва основаването на кралски женски манастир в Хал. След кратко разболяване тя умира през 1590 г.